# 进步者

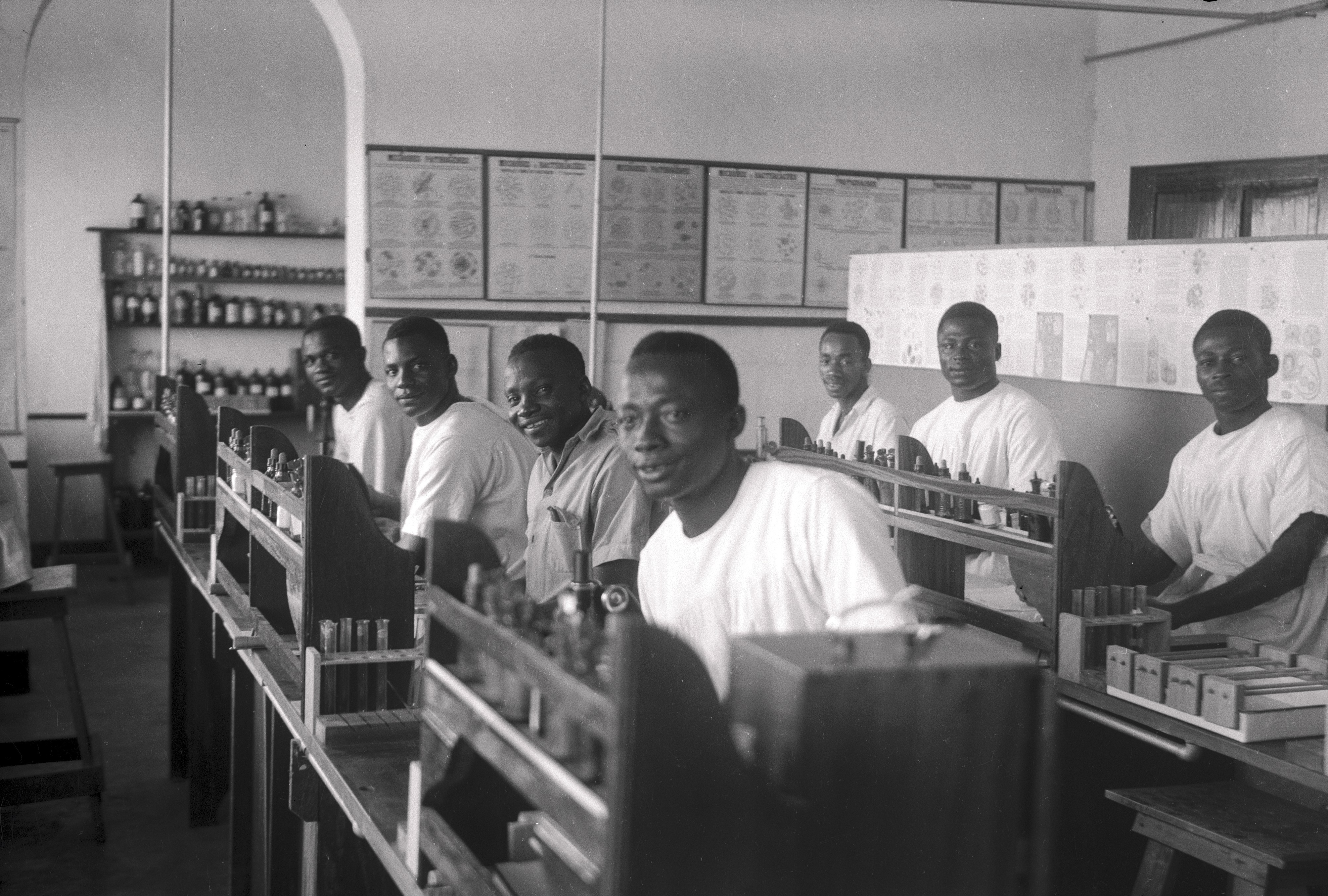
比屬剛果的“进步者”在医学院学习医学。

进步者（法語：évolué，發音：[evɔlɥe] ⓘ）是过去殖民时期的一个法语称谓，指通过教育或同化而“进步”了的非洲人或亚洲人。该称谓最常用于比利时和法国殖民地的当地人。“进步者”们讲法语，接受了欧洲价值观和行为模式，尊崇欧洲法律而不是当地法律，多从事白领工作，主要居住在殖民地的城市地区。
该术语还用于描述第二次世界大战后期至1960年殖民地独立期间比屬剛果（今刚果民主共和国）日益壮大的本土中产阶级。刚果“进步者”们填补了战后当地经济繁荣带来的技术岗位（如文员和护士）。殖民地管理者将“进步者”定义为“切断了与自己所属群体的社会联系，（并且）进入了另一种动机体系和价值体系的人”。虽然没有通用的标准来认定“进步者”，但一般认为其应符合“精通法语，皈依基督教，且接受过小学以上教育”。